# یوس هویسمانس
یوس هویسمانس (انگلیسی: Jos Huysmans; ۱۸ دسامبر ۱۹۴۱ – ۱۰ اکتبر ۲۰۱۲) دوچرخه‌سوار اهل بلژیک بود.
از باشگاه‌هایی که در آن بازی کرده‌است می‌توان به فائمینو–فائما و مولتنی اشاره کرد.